# Øjeblikket Før
Øjeblikket Før er en eksperimentalfilm instrueret af Karen Marie Edelfeldt efter manuskript af Karen Marie Edelfeldt.

## Handling
Tre digte fra digtsamlingen TIL BABYLON.